# Дієго фон Берген
Карл-Людвіг Дієго фон Берген (нім. Carl-Ludwig Diego von Bergen; 30 жовтня 1872, Бангкок — 7 жовтня 1944, Вісбаден) — німецький дипломат.

## Біографія
Син великого чиновника і його дружини-іспанки. В 1884-90 роках навчався в монастирській школі Рослебена. Закінчив Берлінський університет (1893). З 1895 року — референт у відомстві закордонних справ, аташе місії в Гватемалі. З 1898 року — секретар посольств в Пекіні, Брюсселі, Люксембурзі, Мадриді, Ватикані. В 1911-19 роках служив в центральному апараті Імперського міністерства закордонних справ, диригент політичного відділу. З 1919 року прусський посол при Святому престолі, з 30 травня 1920 року — посол Німеччини в Ватикані. В листопаді 1939 року вступив в НСДАП. В квітні 1943 року вийшов у відставку за віком.